# 塞姆洛
塞姆洛是德国梅克伦堡-前波美拉尼亚州的一个市镇。总面积34.43平方公里，总人口785人，其中男性414人，女性371人（2011年12月31日），人口密度23人/平方公里。